# 도이정 (홋카이도)
도이정(일본어: 戸井町)은 일본 홋카이도 남부, 오시마 지청 가메다군에 있던 정이다. 2004년 12월 1일 가메다군  에산정, 도도홋케촌, 가야베군 미나미카야베정과 함께 하코다테시에 편입되었다.
어업이 활발하여 마쓰마에 번령이었던 에도 시대에는 이미 다시마의 산지로 알려져 있었다.지리 면에서는 읍내의 시오슈미사키가 홋카이도-혼슈 간이 최단 거리가 되는 지점에 해당하며, 혼슈 측 지점의 오마사키까지는 17.5㎞로 맑은 날씨에는 시인이 가능한 거리에 있다. 그 거리의 가깝기 때문에, 전쟁 전에 건설이 시작된 하코다테에서 도이쵸에 이르는 철도성 도이선(미나리선)을 이용해 후에 쓰가루 해협 경유해 오마마치와의 사이를 철도로 연결하는 세이칸 터널 동루트 계획안이 있었지만, 실현되지 않았다. 도로에 대해서도 쓰가루 해협 대교 계획이 존재했지만, 도이정 시대에는 실현되지 않았다.

## 지리
현재 도도부현 종합진흥국 관내 중부에 위치하며 하코다테시 동부에 인접해 있었다. 북부는 200m급 산지로 이루어져 있으며, 남부는 국제해협인 쓰가루 해협에 접해 있어 시모키타 반도와 마주하고 있다. 그 거리는 약 17.5km로 홋카이도-혼슈 간 최단 지점이다.

## 역사
도이정에서 사람이 모여 살았던 흔적은 조몬시대 초기(약 10,000~7,000년 전)까지 거슬러 올라갈 수 있으며, 가장 이른 시기의 유적으로 추정되는 것이 에비자가와 유적이다. 후기 유적으로는 도이 조개무덤이 있으며, 골각기, 조개 팔찌, 배 모양을 본뜬 토기 등이 출토되고 있다. 짐승뼈는 육상동물로는 사슴, 불곰, 수생생물로는 바다표범, 바다표범, 돌고래 등이 출토되고 조개류로는 조개껍질과 무라사키 잉꼬가 출토되고 있다. 특히 이들 조개류는 암초에 서식하기 때문에, 당시부터 도이정 일대의 해안선이 암초성 해안이었음을 알 수 있다. 도이 패총의 출토품 중 일부는 하코다테시 도이 서부 종합센터에 소장되어 있다.
- 1902년 4월 1일 - 2급 정촌제가 시행으로 도이촌이 성립하였다.
- 1968년 10월 1일 - 정으로 승격해 도이정이 되었다.
- 2004년 12월 1일 - 하코다테시에 편입되었다.

## 교통

### 도로
- 국도 제278호선